# Lucien Spronck
Lucien Spronck (19 augustus 1939 - 19 december 1989) was een Belgisch voetballer. Spronck was een verdediger.

## Biografie
Spronck was van Nederlandse origine. Zijn vader was een mijnwerker die voor het begin van de Tweede Wereldoorlog naar 's-Gravenvoeren verhuisde. Daar sloot Spronck zich aan bij de plaatselijke voetbalclub, alvorens in 1956 opgepikt te worden door Standard Luik. Hij maakte er op 12 oktober 1958 zijn debuut in het eerste elftal en groeide er al snel uit tot een vaste waarde in de verdediging als stopper. Spronck werd twee keer landskampioen (1961 en 1963) en won twee keer de Beker van België (1966 en 1967) met Standard, waar hij in 1965 kapitein werd.
Spronck speelde daarna nog van 1968 tot 1971 bij Sporting Charleroi, waar hij zijn carrière in eerste klasse afsloot. Nadien kwam hij in de lagere reeksen nog uit voor Bas Oha, Theux en Tilff.
Spronck speelde in 1966 drie interlands voor de Rode Duivels, waarin hij een keer kon scoren.
Spronck overleed op 19 december 1989 op 50-jarige leeftijd aan een hersentumor.

## Palmares
| Nationaal         |    |            |
| Belgisch kampioen | 2x | 1961, 1963 |
| Beker van België  | 2x | 1966, 1967 |